# NGC 1161
NGC 1161 (другие обозначения — UGC 2474, MCG 7-7-15, ZWG 540.26, KCPG 86B, IRAS02579+4442, PGC 11404) — линзообразная галактика (S0) в созвездии Персей. Открыта совместно с галактикой NGC 1160 английским астрономом Уильямом Гершелем 7 октября 1784 года. NGC 1161 образует визуальную пару с галактикой NGC 1160. Обе галактики находятся между Местным сверхскоплением галактик и сверхскоплением Персея-Рыб вблизи центра Местного войда. Описание Дрейера: «тусклый, довольно маленький, немного вытянутый объект, более яркий в середине».
Объект входит в число перечисленных в оригинальной редакции «Нового общего каталога». В атласе типов галактик де Вокулёра NGC 1161 является образцом галактики типа SA(r)0+.
Галактика обладает активным ядром и относится к сейфертовским галактикам типа I.

## Галерея

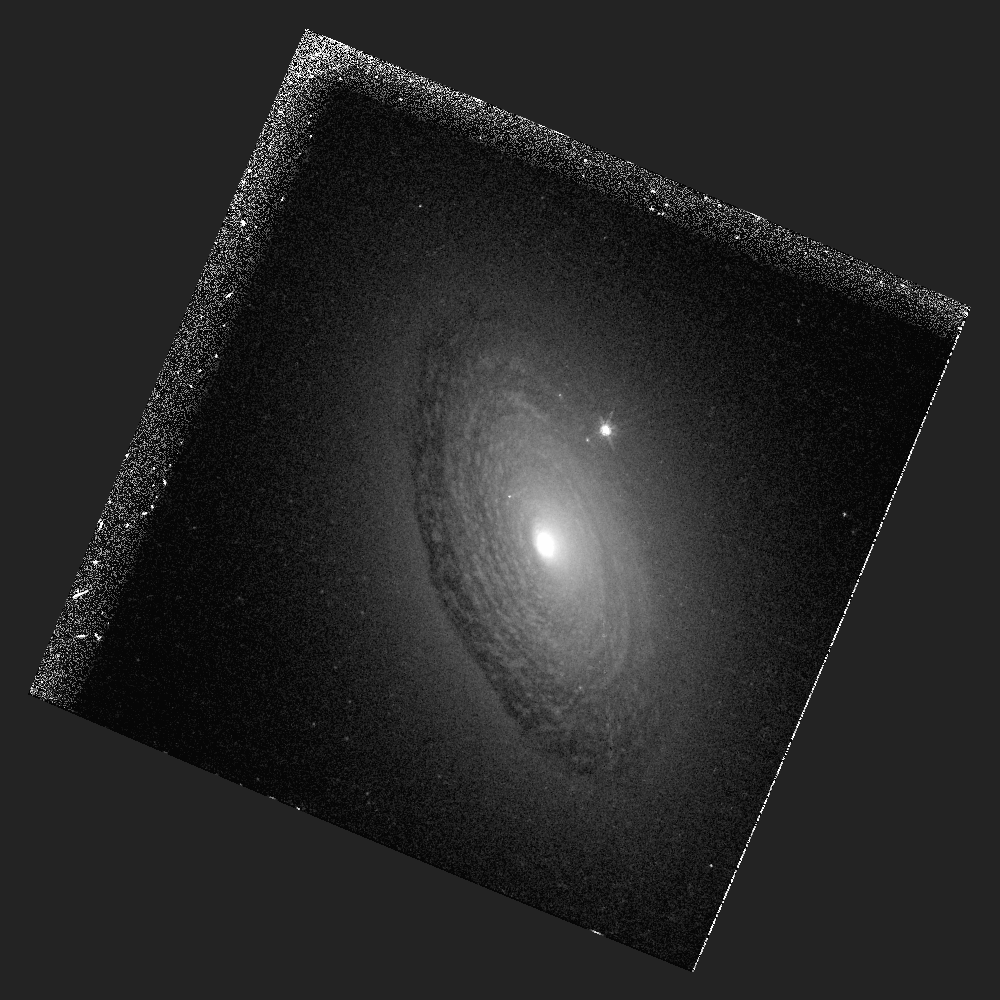
NGC 1161 (NASA/ESA HST)
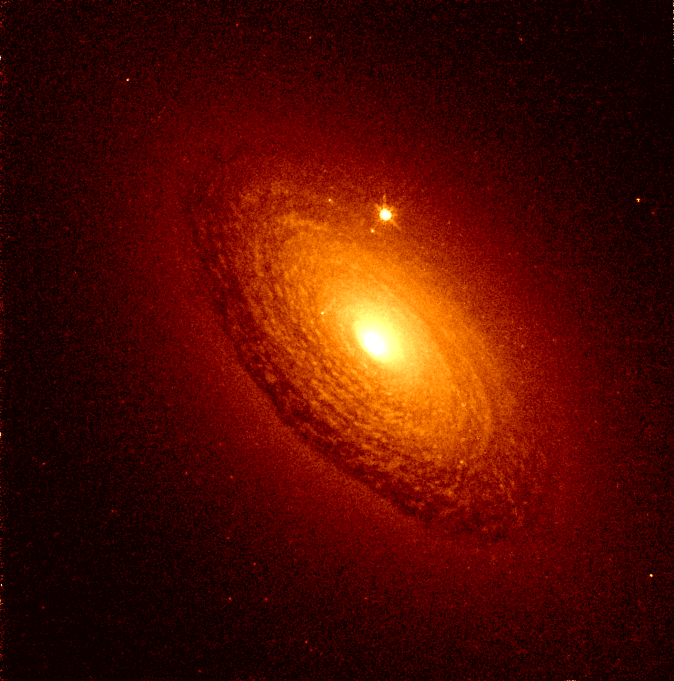
NGC 1161 (NASA/ESA HST)